# Gurrtaube
Die Gurrtaube (Streptopelia capicola), auch Kapturteltaube, Kaplachtaube oder Damara-Taube genannt, ist eine im südlichen und östlichen Afrika beheimatete Taubenart. Sie kommt dort in neun Unterarten vor. Die Art ist häufig und wird von der IUCN als nicht gefährdet eingestuft. Die Gurrtaube ist eine sehr ruffreudige Art, die nicht nur den ganzen Tag über, sondern auch in mondhellen Nächten zu hören ist. Ihre Rufe sind für die Geräuschkulisse des ostafrikanischen Trockenbusches charakteristisch.

## Erscheinungsbild und Lautäußerungen
Die Gurrtaube erreicht eine Körperlänge von 25 Zentimetern. Sie ist damit deutlich kleiner als eine Lachtaube. Die Färbung ähnelt sehr der Weinroten Turteltaube, die Gurrtaube ist jedoch insgesamt etwas grauer. Beide Geschlechter sehen gleich aus, die Männchen sind jedoch etwas größer.
Gurrtauben haben einen flachen Kopf. Der Vorderkopf ist hell blaugrau. Vom Schnabel zum Auge zieht sich ein schmaler, schwarzer Streif. Hals, Bauch und Brust sind mauve-rosa, wobei das Gefieder an Brust und Bauch mit mehr Grau durchsetzt ist. Die Unterschwanzdecken sind weiß. Am hinteren Hals verläuft ein schwarzer Streif. Der Mantel, die Schultern sowie die inneren Flügeldecken sind dunkelgraubraun. Die Handschwingen und äußeren Flügeldecken sind mattschwarz, die einzelnen Federn sind hell gesäumt. Die Oberschwanzdecken sind dunkelblaugrau. Der Schnabel ist gerade und schwarz. Die Iris ist dunkelbraun.
Der Ruf ist ein über lange Zeit monoton gerufenes cuk-crrrr-cuk cuk-crrrr-cuk. Am Nistplatz ruft die Gurrtaube auch cuck-coo.

## Verbreitung und Lebensraum
Zum Verbreitungsgebiet der Gurrtaube gehören das südliche Äthiopien, Somalia, Kenia, Tansania, Uganda, Kongo, Mosambik und Südafrika. Sie kommt auch auf Madagaskar sowie den Komoren vor. Ihr Verbreitungsgebiet ist abhängig von der Verfügbarkeit von Wasser. Es kommt zu einer Ausdehnung des Verbreitungsgebietes in den Regionen, in denen Bewässerungssysteme in ansonsten trockenen Gebieten eingerichtet werden.
Der Lebensraum der Gurrtaube ist offenes, arides Land, das einen lockeren Bewuchs an Bäumen und Sträuchern aufweist. Sie besiedelt auch landwirtschaftlich genutzte Flächen. An Wasserstellen kann sie sich in größerer Zahl einfinden.

## Verhalten

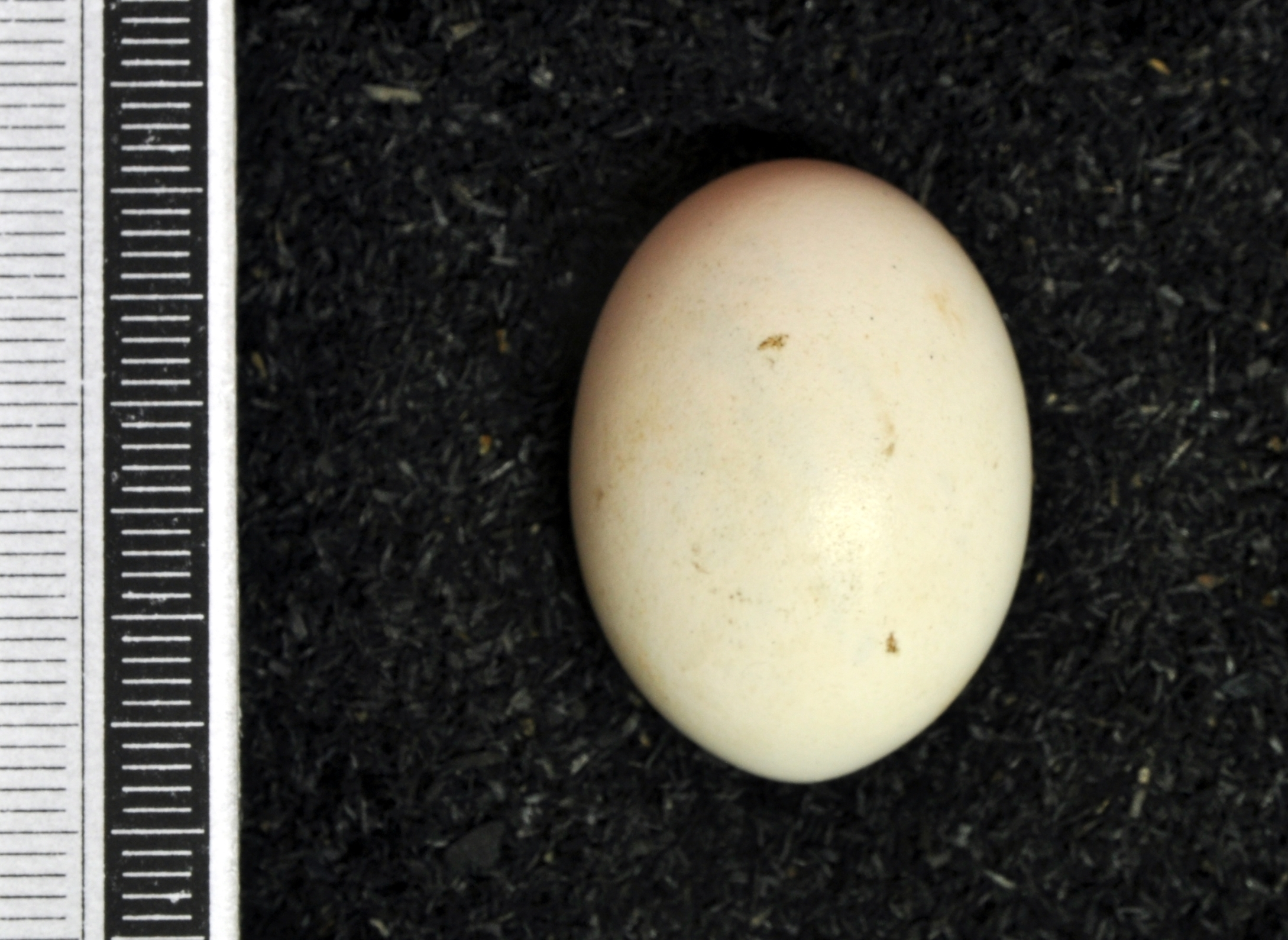
Ei, Sammlung Museum Wiesbaden

Die Gurrtaube ist ein Standvogel. Es kommt allerdings zu saisonalen und regional begrenzten Wanderungen in der Regenzeit. Gurrtauben fressen vor allem Sämereien; es ist aber auch belegt, dass sie geflügelte Termiten fressen, und vermutlich zählen auch andere kleine Wirbellose zu ihrem Nahrungsspektrum.
Die Fortpflanzung ist an keine Jahreszeit gebunden, Nester mit Eiern finden sich ganzjährig. Das Gelege besteht aus zwei weißschaligen Eiern. Die Brutzeit beträgt 12 Tage, die Nestlingszeit 16 bis 17 Tage.

## Belege